# C/1943 R1 Daimaca
C/1943 R1 Daimaca  è una cometa non periodica con orbita parabolica. La cometa è stata scoperta il 10 settembre 1943 dall'astrofilo romeno Victor Daimaca. 